# Betty Everett
Betty Everett (ur. 23 listopada 1939 w Greenwood w Mississippi – zm. 19 sierpnia 2001 w Beloit w Wisconsin) – afroamerykańska pianistka i wokalistka R&B. Wyróżniona nagrodami organizacji Broadcast Music Incorporated i nagrodą Pioneer Award przyznawaną przez Rhythm & Blues Foundation. Jej najbardziej znanym przebojem jest "The Shoop Shoop Song (It's in His Kiss)". Cover tego utworu wykonywały, m.in. Linda Lewis, Cher i Vonda Shepard.

## Życiorys
Od 9 roku życia grała na pianinie i śpiewała gospel. Aby rozwijać karierę muzyczną, w 1956 przeniosła się do Chicago, gdzie nagrywała dla mniejszych wytwórni, m.in. Cobra i One-Derful. Współpracowała z Magic Samem i Muddym Watersem, a także grupą The Daylighters. Dzięki wsparciu łowcy talentów i producenta Calvina Cartera wokalistka podpisała w 1963 kontrakt z wytwórnią Vee-Jay Records. Największą popularność przyniósł jej wydany w 1964 singiel "The Shoop Shoop Song (It's in His Kiss)". Po upadku Vee-Jay Records w 1966, wokalistka kontynuowała działalność muzyczną i współpracowała z różnymi wytwórniami: m.in. Universal City Records, Fantasy Records.
W latach 80. XX w. zamieszkała w Beloit i angażowała się w działalność w Rhythm & Blues Foundation oraz kościelną. Jej ostatni publiczny występ miał miejsce w 2000 w programie telewizyjnym Doo Wop 51 na antenie PBS. Zmarła 19 sierpnia 2001 w Beloit w domu przy W. Grand Avenue 241.

## Wybrana dyskografia

### Albumy
- 1962: Betty Everett & Ketty Lester (w duecie z Ketty Lester)
- 1963: It's in His Kiss
- 1964: They're Delicious Together (w duecie z Jerrym Butlerem)
- 1968: I Need You So
- 1969: There'll Come a Time
- 1970: Betty Everett Starring
- 1974: Betty Everett
- 1974: Love Rhymes
- 1975: Happy Endings

### Kompilacje
- 1964: The Very Best of Betty Everett
- 1969: Betty Everett and The Impressions (wspólnie z zespołem The Impressions)
- 1993: The Shoop Shoop Song
- 1995: The Fantasy Years
- 1998: Best of Betty Everett: Let It Be Me
- 2000: The Shoop Shoop Song (It's in His Kiss)

### Single
- 1964: "You're No Good" (kompozycja Clinta Ballarda, Jr.)
- 1964: "The Shoop Shoop Song (It's in His Kiss)"
- 1964: "I Can't Hear You"
- 1964: "Let It Be Me" (w duecie z Jerrym Butlerem)
- 1965: "Smile" (w duecie z Jerrym Butlerem)
- 1965: "Getting Mighty Crowded"
- 1969: "There'll Come a Time"
- 1969: "I Can't Say No to You"
- 1969: "It's Been a Long Time"
- 1969: "Maybe"
- 1970: "Unlucky Girl"
- 1971: "I Got to Tell Somebody"
- 1971: "Ain't Nothing Gonna Change Me"
- 1973: "Danger"
- 1974: "Sweet Dan"